# Cantón de Authon-du-Perche
El cantón de Authon-du-Perche era una división administrativa francesa, que estaba situada en el departamento de Eure y Loir y la región de Centro-Valle de Loira.

## Composición
El cantón estaba formado por quince comunas:
- Authon-du-Perche
- Beaumont-les-Autels
- Béthonvilliers
- Chapelle-Guillaume
- Chapelle-Royale
- Charbonnières
- Coudray-au-Perche
- La Bazoche-Gouet
- Les Autels-Villevillon
- Les Étilleux
- Luigny
- Miermaigne
- Moulhard
- Saint-Bomer
- Soizé

## Supresión del cantón de Authon-du-Perche
En aplicación del Decreto nº 2014-231 de 24 de febrero de 2014, el cantón de Authon-du-Perche fue suprimido el 22 de marzo de 2015 y sus 15 comunas pasaron a formar parte del nuevo cantón de Brou.